# Roberto Fernández Alvalleros
Roberto, właśc. Roberto Fernández Alvarellos (25 stycznia 1979 w Chantadzie) – hiszpański piłkarz występujący na pozycji bramkarza, obecnie gra w CD Lugo.

## Kariera klubowa
Rozpoczynał swoją karierę w zespole Celty Vigo, jednakże nie mogąc się przebić do pierwszego składu zespołu, przeniósł się w 2002 do Sportingu Gijón. W sezonie 2005/2006 otrzymał Trofeo Zamora w klasyfikacji dla najlepszego bramkarza Segunda División, w którym puścił najmniej bramek spośród wszystkich bramkarzy. W 2008 przeniósł się do CA Osasuna, a w 2010 do Granady.

### Statystyki klubowe
| Sezon   | Klub           | Kraj      | Liga               | Mecze | Bramki | Puchar Kraju | Mecze | Bramki |
| ------- | -------------- | --------- | ------------------ | ----- | ------ | ------------ | ----- | ------ |
| 2001/02 | Celta Vigo B   | Hiszpania | Segunda División B | 35    | 0      | –            | –     | –      |
| 2002/03 | Sporting Gijón | Hiszpania | Segunda División   | 1     | 0      | –            | –     | –      |
| 2003/04 | Sporting Gijón | Hiszpania | Segunda División   | 39    | 0      | –            | –     | –      |
| 2004/05 | Sporting Gijón | Hiszpania | Segunda División   | 39    | 0      | –            | –     | –      |
| 2005/06 | Sporting Gijón | Hiszpania | Segunda División   | 38    | 0      | –            | –     | –      |
| 2006/07 | Sporting Gijón | Hiszpania | Segunda División   | 39    | 0      | –            | –     | –      |
| 2007/08 | Sporting Gijón | Hiszpania | Segunda División   | 41    | 0      | –            | –     | –      |
| 2008/09 | CA Osasuna     | Hiszpania | Primera División   | 26    | 0      | –            | –     | –      |
| 2009/10 | CA Osasuna     | Hiszpania | Primera División   | 2     | 0      | –            | –     | –      |
| 2010/11 | Granada CF     | Hiszpania | Segunda División   | 40    | 0      | –            | –     | –      |
| 2011/12 | Granada CF     | Hiszpania | Primera División   | 22    | 0      | –            | –     | –      |
| 2012/13 | Granada CF     | Hiszpania | Primera División   | 14    | 0      | –            | –     | –      |
| 2013/14 | Granada CF     | Hiszpania | Primera División   | 32    | 0      | –            | –     | –      |
| 2014/15 | Granada CF     | Hiszpania | Primera División   | 23    | 0      | Puchar Króla | 2     | 0      |
| 2015/16 | CD Lugo        | Hiszpania | Segunda División   | 5     | 0      | –            | –     | –      |
| 2016/17 | CD Lugo        | Hiszpania | Segunda División   | 14    | 0      | –            | –     | –      |
| 2017/18 | CD Lugo        | Hiszpania | Segunda División   | 1     | 0      | –            | –     | –      |

Stan na: 18 maja 2018 r.